# 50501運動
50501運動（英語：50501 movement）是一个於2025年成立的一個反唐納·川普草根政治组织，名字的意思是「50場抗議、50個州、1場共同的運動」。該組織反對唐納·川普的政策，並發起一系列抗議抗議活動。 该组织于2025年2月5日首度组织一場全国性的示威活动， 又于2月17日华盛顿生日那天组织另一場全国性的名為“总统日反对国王”的示威活动， 并于2025年3月4日组织第三次示威活动。 4月5日，该組織再次發動全国性的抗议。 